# 馮榆
馮榆（1806年10月31日—？年），榜名三錫，字承恩，號晉占，四川鄰水縣人，行一，道光十七年（1837年）丁酉科拔貢，道光二十一年辛丑教習，選陝西朝邑縣知縣，改官江西署吉安縣知縣。同治十二年（1873年）任江西建昌府廣昌縣知縣。